# Mirzamys
Mirzamys és un gènere de rosegadors de la família dels múrids.

## Descripció

### Dimensions
El gènere Mirzamys agrupa rosegadors de petites dimensions, amb una llargada corporal de 101–120 mm, una cua de 89–124 mm i un pes de fins a 30 g.

### Característiques cranials i dentals
El crani presenta un rostre llarg, prim i punxegut, amb ossos nasals que s'estenen cap endavant molt més enllà de la línia de les incisives i un neurocrani gran. Els forats palatins són llargs. Les incisives superiors són groc-taronja clars i opistodontes, amb les puntes retornades cap a l'interior de la boca.